# 1993 MB
1993 MB är en asteroid i huvudbältet som upptäcktes 16 juni 1993 av den amerikanske astronomen Timothy B. Spahr vid Catalina Station.
Asteroiden har en diameter på ungefär 7 kilometer.